# Cynoglossus macrostomus
 Cynoglossus macrostomus és un peix teleosti de la família dels cinoglòssids i de l'ordre dels pleuronectiformes que es troba a les costes de l'Índia.